# Hoshino Keisuke
Hoshino Keisuke (星野 圭佑 Hoshino Keisuke, sinh ngày 21 tháng 8 năm 1985) là một cựu cầu thủ bóng đá người Nhật Bản.

## Sự nghiệp
Anh được khám phá ra dựa vào màn trình diễn của anh vào tháng 12 năm 2007, trở thành cầu thủ Mito duy nhất được ký hợp đồng mà không cần trinh thám hay đẩy lên từ đội trẻ.
Trong kì chuyển nhượng mùa đông 2013–14, Hoshino gia nhập the newly formed Giải bóng đá vô địch quốc gia Latvia club FK Liepāja. He rời khỏi câu lạc bộ vào tháng 7 năm 2014. 
Vào tháng 8 năm 2014, anh ký hợp đồng với FK Auda với thời hạn 2 năm.

## Thống kê câu lạc bộ
| Thành tích câu lạc bộ | Thành tích câu lạc bộ | Thành tích câu lạc bộ | Giải vô địch | Giải vô địch | Cúp                   | Cúp                   | Tổng cộng | Tổng cộng |
| Mùa giải              | Câu lạc bộ            | Giải vô địch          | Số trận      | Bàn thắng    | Số trận               | Bàn thắng             | Số trận   | Bàn thắng |
| Nhật Bản              | Nhật Bản              | Nhật Bản              | Giải vô địch | Giải vô địch | Cúp Hoàng đế Nhật Bản | Cúp Hoàng đế Nhật Bản | Tổng cộng | Tổng cộng |
| --------------------- | --------------------- | --------------------- | ------------ | ------------ | --------------------- | --------------------- | --------- | --------- |
| 2008                  | Mito HollyHock        | J2 League             | 7            | 0            | 0                     | 0                     | 7         | 0         |
| 2009                  | Mito HollyHock        | J2 League             | 11           | 0            | 0                     | 0                     | 11        | 0         |
| 2010                  | Mito HollyHock        | J2 League             | 0            | 0            | 0                     | 0                     | 0         | 0         |
| 2014                  | FK Liepāja            | Virslīga              | 13           | 0            | 2                     | 1                     | 15        | 1         |
| Quốc gia              | Nhật Bản              | Nhật Bản              | 18           | 0            | 0                     | 0                     | 18        | 0         |
| Quốc gia              | Latvia                | Latvia                | 13           | 0            | 2                     | 1                     | 15        | 1         |
| Tổng                  | Tổng                  | Tổng                  | 31           | 0            | 2                     | 1                     | 33        | 1         |